# Федецкий, Альфред Константинович

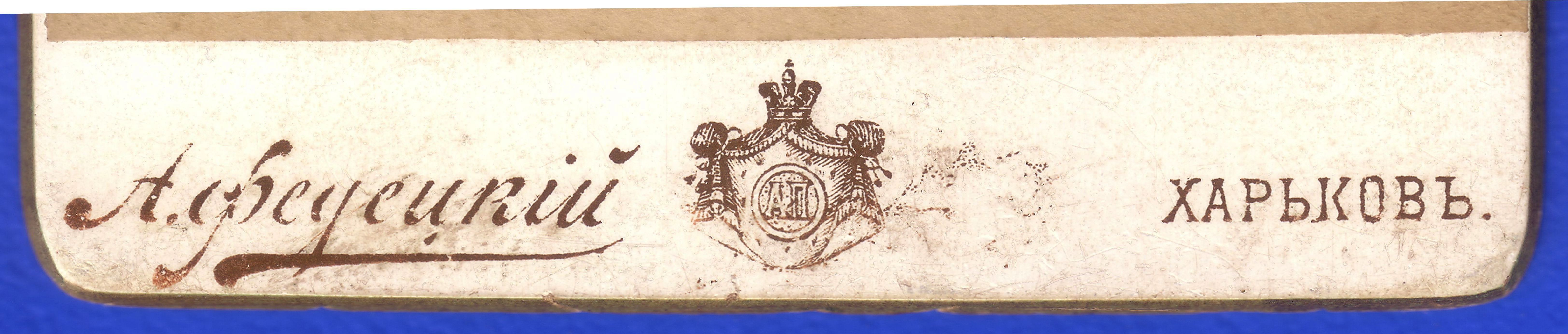
Logo

Альфред Константинович Федецкий (1857, Житомир, Волынская губерния, Российская империя — 21 июля 1902, Минск, Российская империя ) — русский фотограф польского происхождения, один из первых кинематографистов Российской империи. Снял первый российский кинофильм. Выполнил значительное количество фотопортретов известных людей Российской Империи, в том числе членов Императорской фамилии.

## Биография
Альфред Федецкий родился в 1857 году в Житомире в польской театральной семье не утверждённых герольдией дворян. Отец Федецкого — Константин Федецкий (р. 15 февраля 1815 г.) был театральным антрепренёром, режиссёром и актёром. Альфред Федецкий окончил фотографический институт при Академии художеств в Вене (K. K. Lehr und Versuchsanstalt für Photographie und Reproductionsverfahren). После окончания обучения в 1880 году Альфред Федецкий приехал в Киев, где работал директором фотоателье В. Высоцкого. В 1886 году переехал в Харьков, где на Екатеринославской улице (ныне Полтавский шлях) открыл фотоателье. Автор фотопортретов П. И. Чайковского, И. К. Айвазовского и десятков других знаменитых людей.

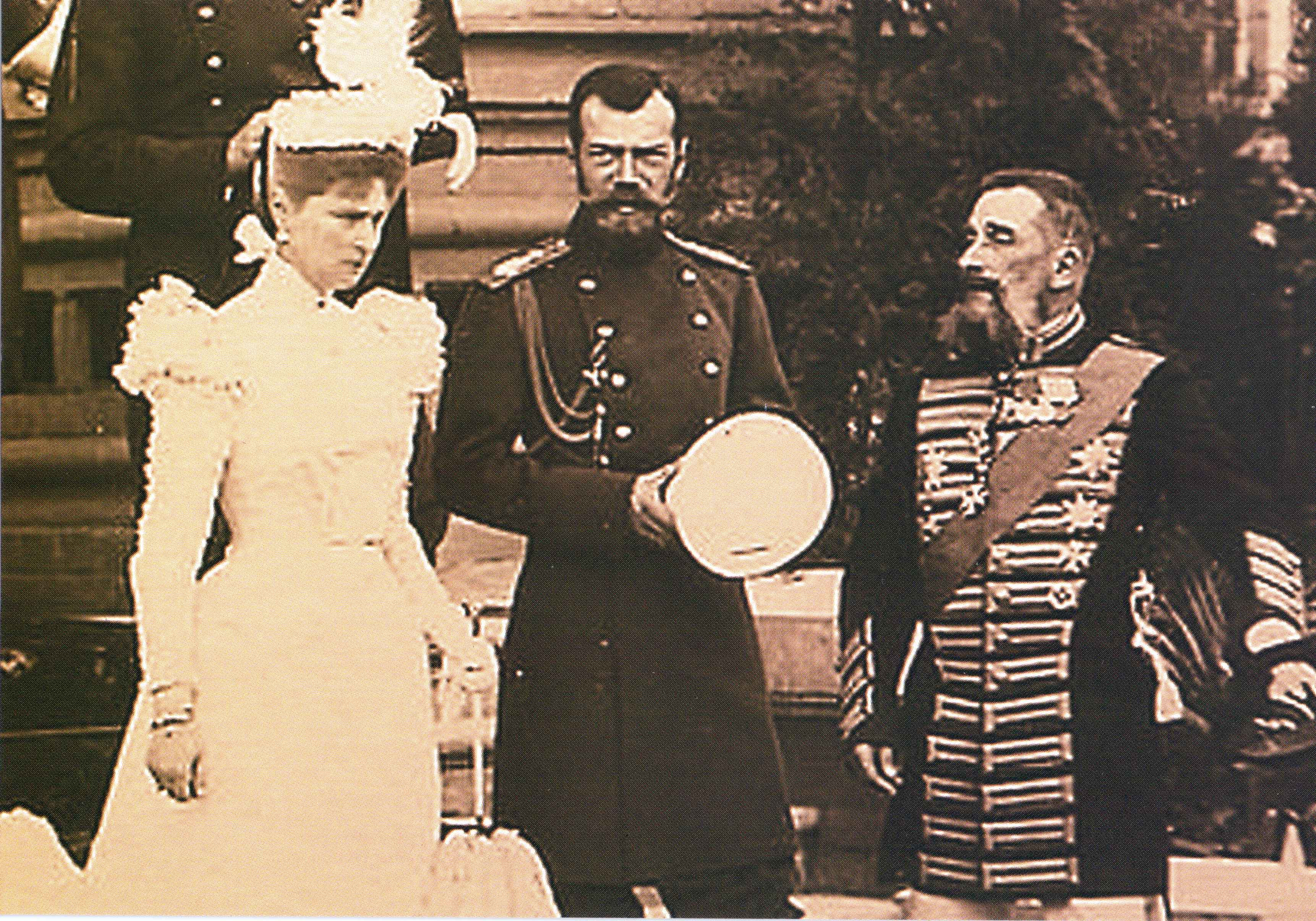
Николай II и Александра Фёдоровна на вокзале в Борках (Спасов скит) 20 августа 1898 года, приехавшие к 10-летию «чудесного избавления царской семьи» во время крушения Императорского поезда. Фотосъёмка, выполненная А. Федецким

Экспериментировал в области рельефной, цветной, стереоскопической фотографий, фотографии на фарфоре. Являлся «фотографом ея Императорскаго Высочества Великой княгини Александры Петровны».
В 1900 году приступил к созданию первого в России «Фотографического института», но его работу над проектом прервала смерть от болезни сердца.
Альфред Федецкий умер 21 июля 1902 года. Похоронен на Иоанно-Усекновенском кладбище в Харькове.

## Первый российский фильм
30 сентября 1896 года Федецкий снял первый документально подтверждённый российский фильм под названием «Торжественное перенесение чудотворной Озерянской иконы из Куряжского монастыря в Харьков». До него на территории Российской империи была произведена только киносъёмка коронации Николая II, произведённая французским кинематографистом Камиллом Серфом в мае того же года.

## Дальнейшие фильмы
Второй и третий российские фильмы также снял Федецкий.
В Харькове стоял 1-й Оренбургский казачий полк, и Федецкий решил снять жизнь казаков, поскольку на тот момент казачья кавалерия считалась лучшей в Европе. 15 октября 1896 года Федецкий снял фильм «Джигитовка казаков Первого Оренбургского казачьего полка» на харьковском скаковом ипподроме — документальный фильм, демонстрирующий жизнь русской кавалерии. Чуть позже, около 4 ноября 1896 года, Федецкий снял «Смотр Харьковского вокзала в момент отправления поезда с начальством, которое находится на платформе».
В 1897 году снял фильмы «Народные гуляния на конной площади», «Катание на Красной площади» и игровой «Фокусник Альбани».
Зарубежные фирмы, такие как Патэ и братья Люмьер, готовы были покупать его фильмы, однако категорически отказывались демонстрировать под его именем.
Это не устраивало Федецкого, и он решил открыть свой кинозал. Он приобрёл будочку с проектором, арендовал помещение и начал демонстрировать фильмы. Его картины имели успех, но кинотеатр сгорел во время пожара со всеми плёнками.
После потери своих фильмов Федецкий решил прекратить киносъёмки и вернуться к фотографии.

## Признание и награды
- 1888 — «Высочайшая благодарность» императора Александра III, за снимки крушения царского поезда
- 1888 — Золотая медаль на Всемирной выставке в Брюсселе[1]
- 1889 — Именная Золотая медаль от короля Дании Христиана IX, за снимки крушения царского поезда[1]
- 1889 — Бриллиантовый перстень
- 1889 — Золотая медаль от императора Германии Вильгельма II, за снимки крушения царского поезда
- 1889 — «Высочайшая благодарность» короля Дании Христиана IX, за снимка моментов освящения храма на месте крушения царского поезда
- 1889 — «Высочайшая благодарность»[1]
- 1889 — Золотая медаль на Всемирной выставке в Брюсселе (Agricultuгe commerciale industriale)
- 1889 — Малая серебряная медаль на IV Всероссийской юбилейной фотовыставке в Москве
- 1889 — Золотая медаль на Промышленной выставке в Париже (A exposition universelle)
- 1890 — Золотая медаль Всемирной академии наук в Брюсселе (Academie universelle de scilences des line arts)
- 1890 — Большая золотая медаль Альфонса III на Международной выставке в Мадриде (Alfonso III rex de Espagne. Concours international Industriale)
- 1891 — Золотая медаль на Международной выставке в Лондоне
- 1891 — Почетный диплом Международной фотографической выставки в Париже (Diplome d’ honneur)[1]
- 1892 — Бриллиантовый перстень с вензелем от Великого Князя Михаила Николаевича[1]
- 1894 — Бриллиантовый перстень от императора Александра III, за снимки освещения храма в Борках
- 1894 — «Высочайшая благодарность» императрицы Марии Федоровны[1]
- 1894 — Золотая медаль Международной фотографической выставки в Антверпене (за портрет П. И. Чайковского)
- 1898 — Бриллиантовый перстень от императора Николая II, за снимки посещения Николаем II Спасового Скита

## Память
17 мая 2010 года в Харькове на фасаде здания областной филармонии была открыта мемориальная доска А. К. Федецкому (скульптор А. Ридный).
17 мая 2013 года в Харькове на фасаде дома (ул. Сумская, 3), где жил фотограф, была открыта мемориальная доска А. К. Федецкому.

## Работы
Портреты известных людей России (1880-е — 1890-е)

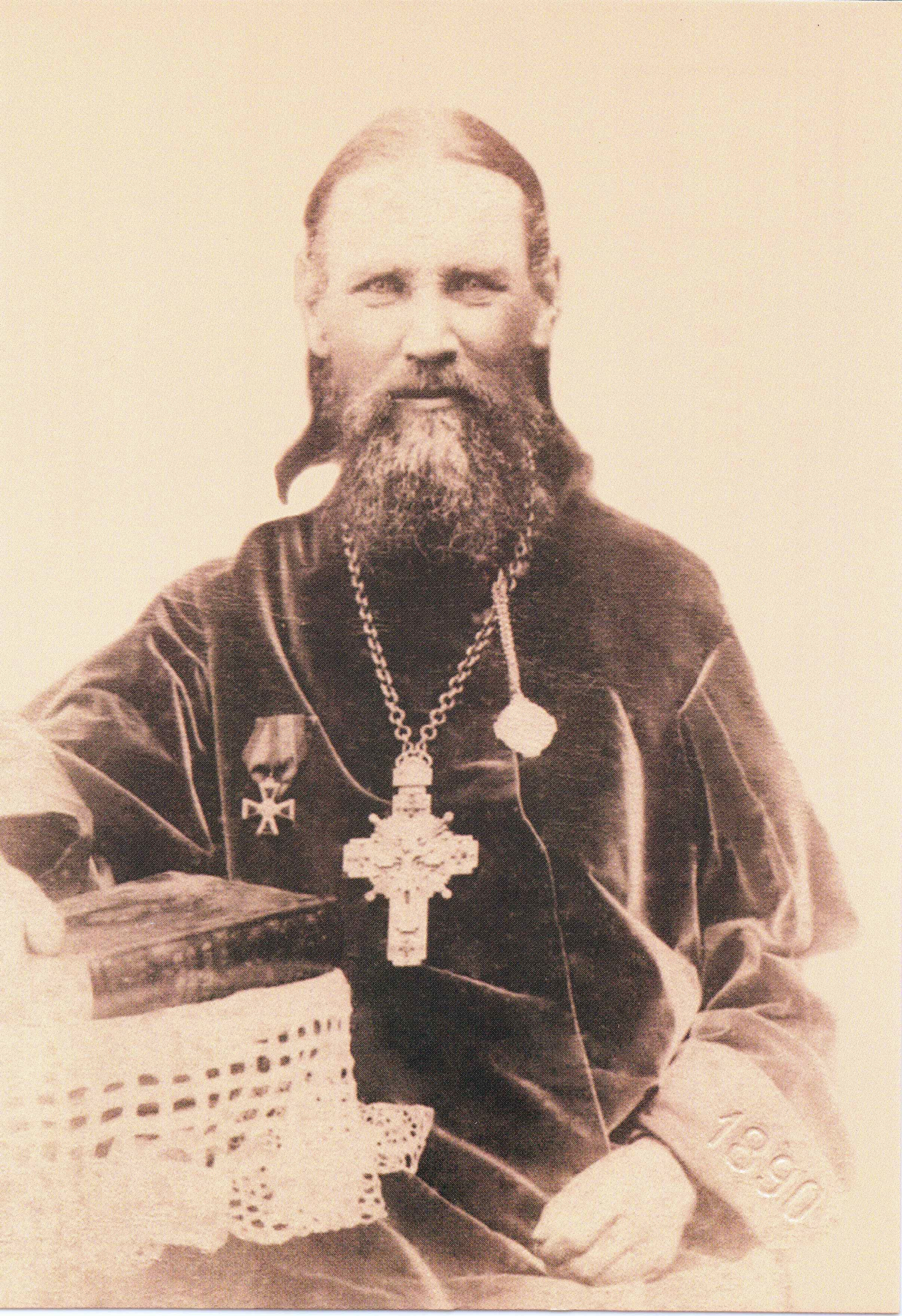
Портрет Иоанна Кронштадтского. 1890
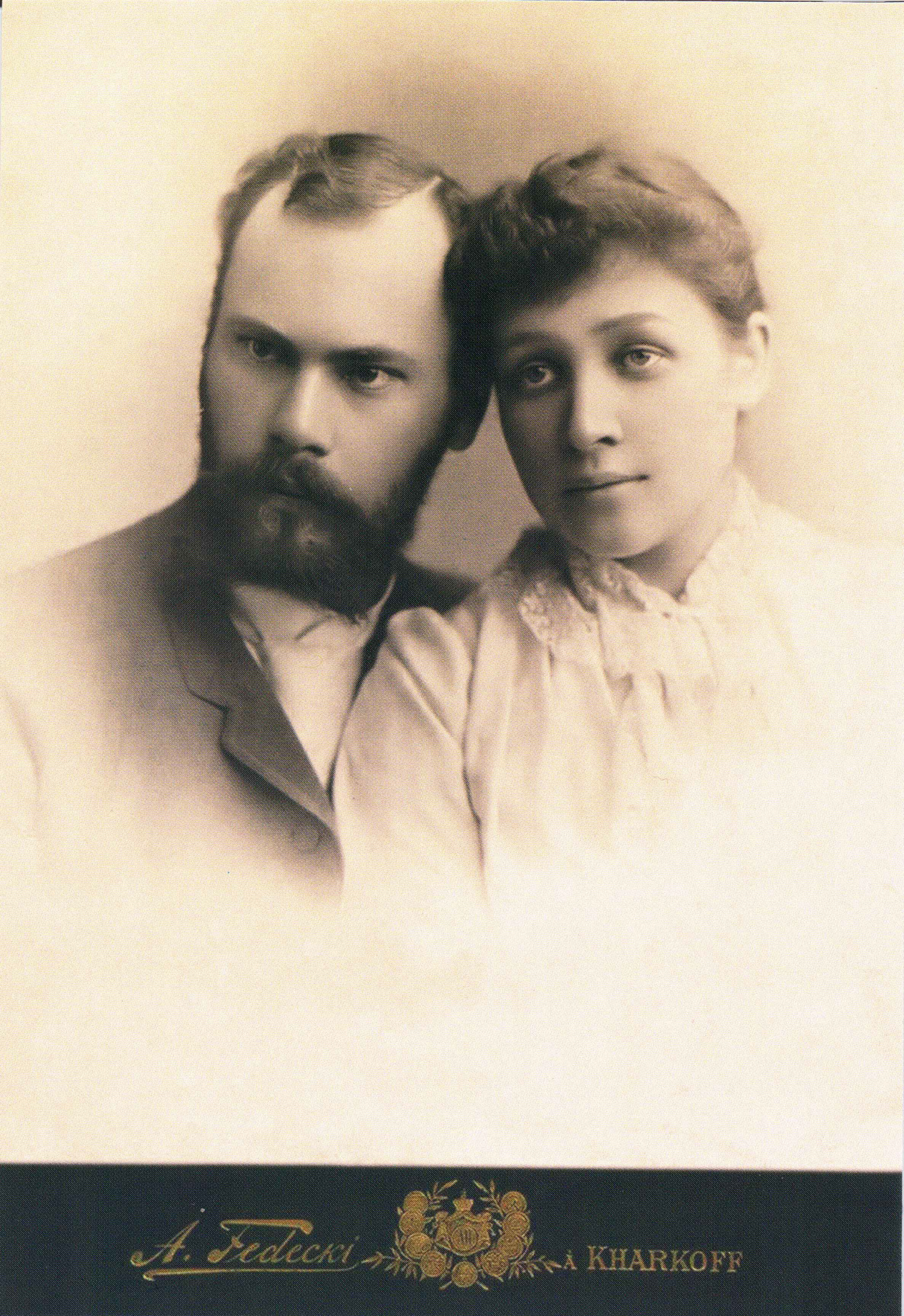
Портрет архитектора Алексея Бекетова с женой, дочерью А. Алчевского. 1890
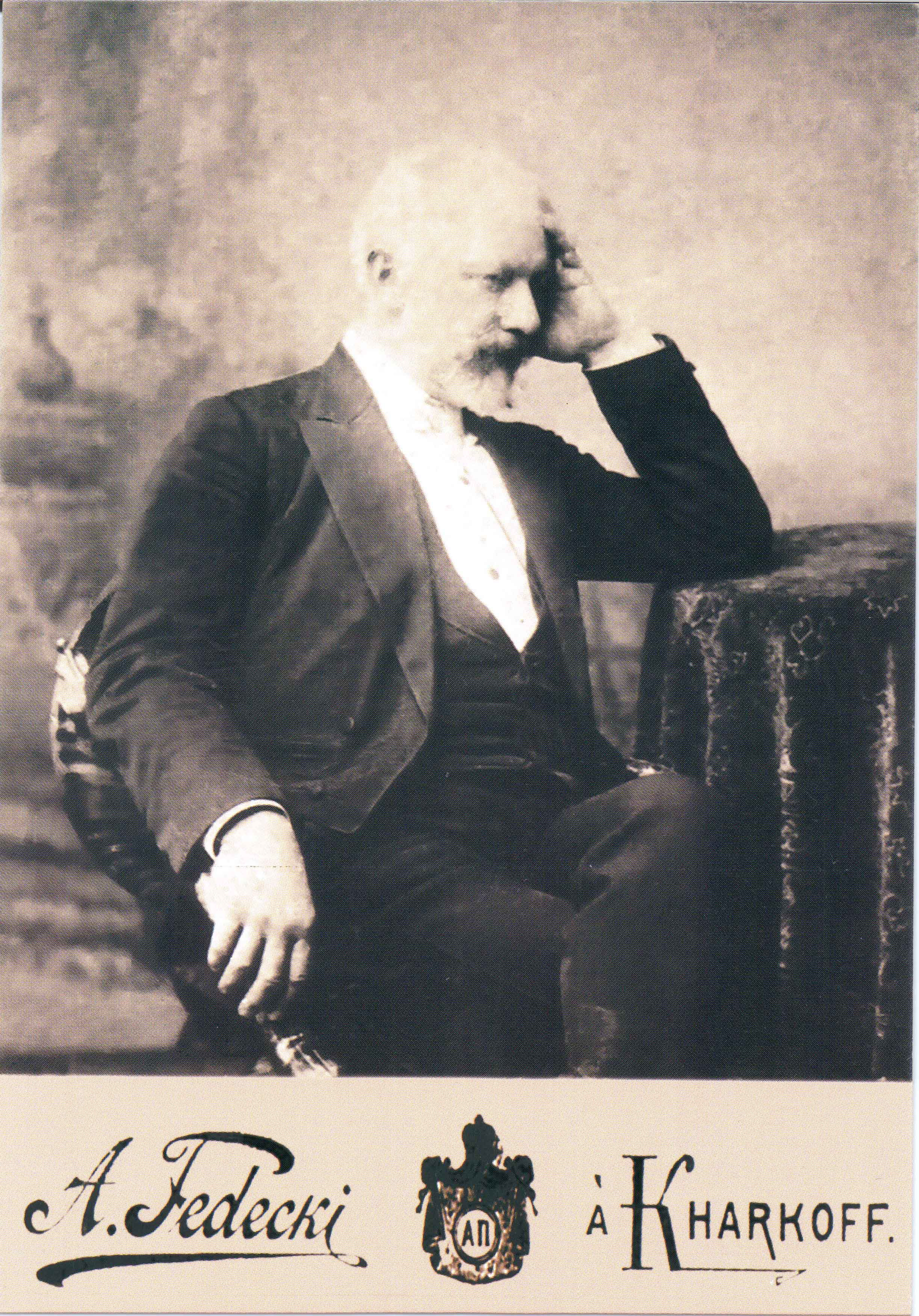
Портрет композитора Петра Ильича Чайковского. 1893
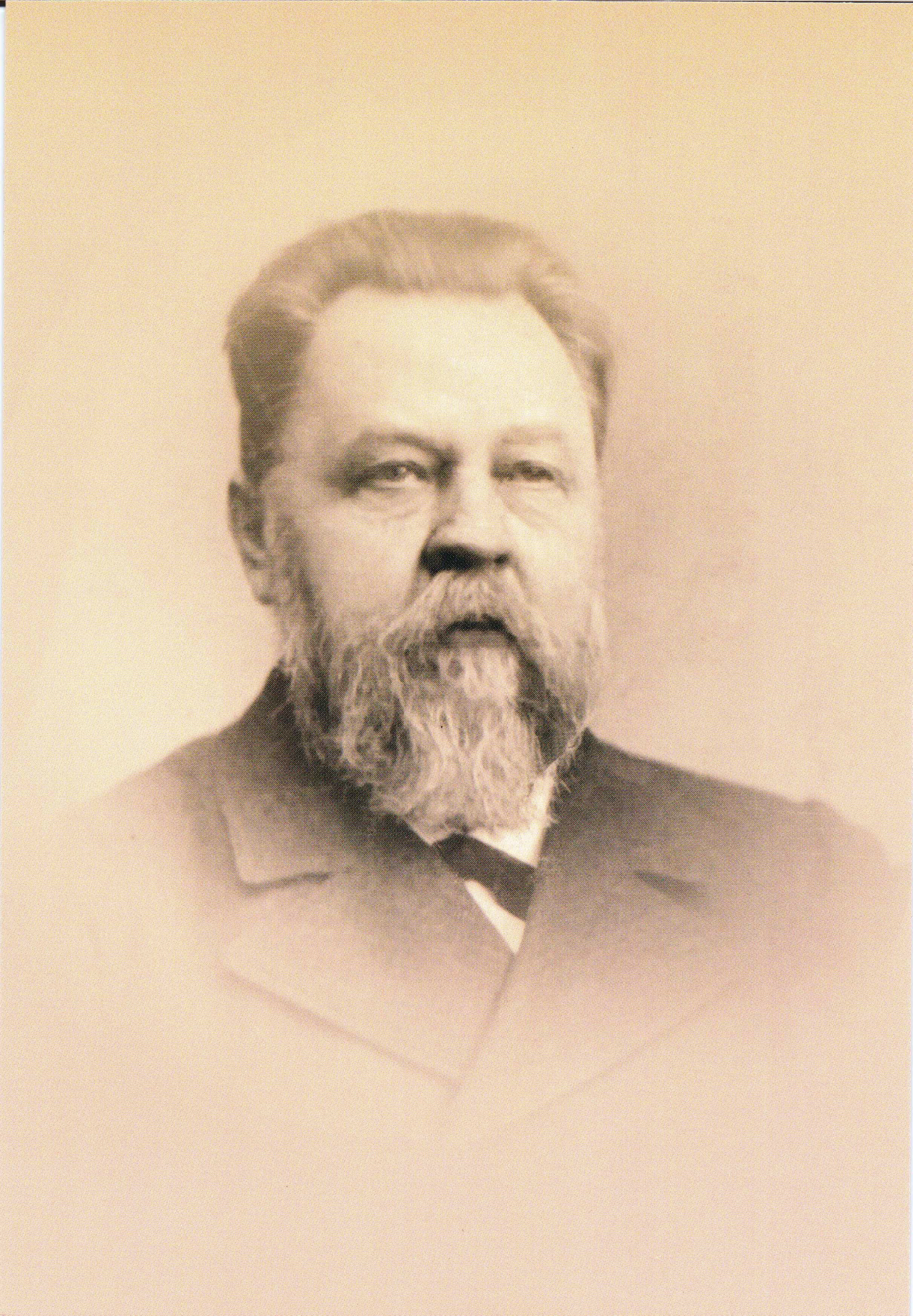
Портрет дирижёра и пианиста Ильи Слатина. 1890-е
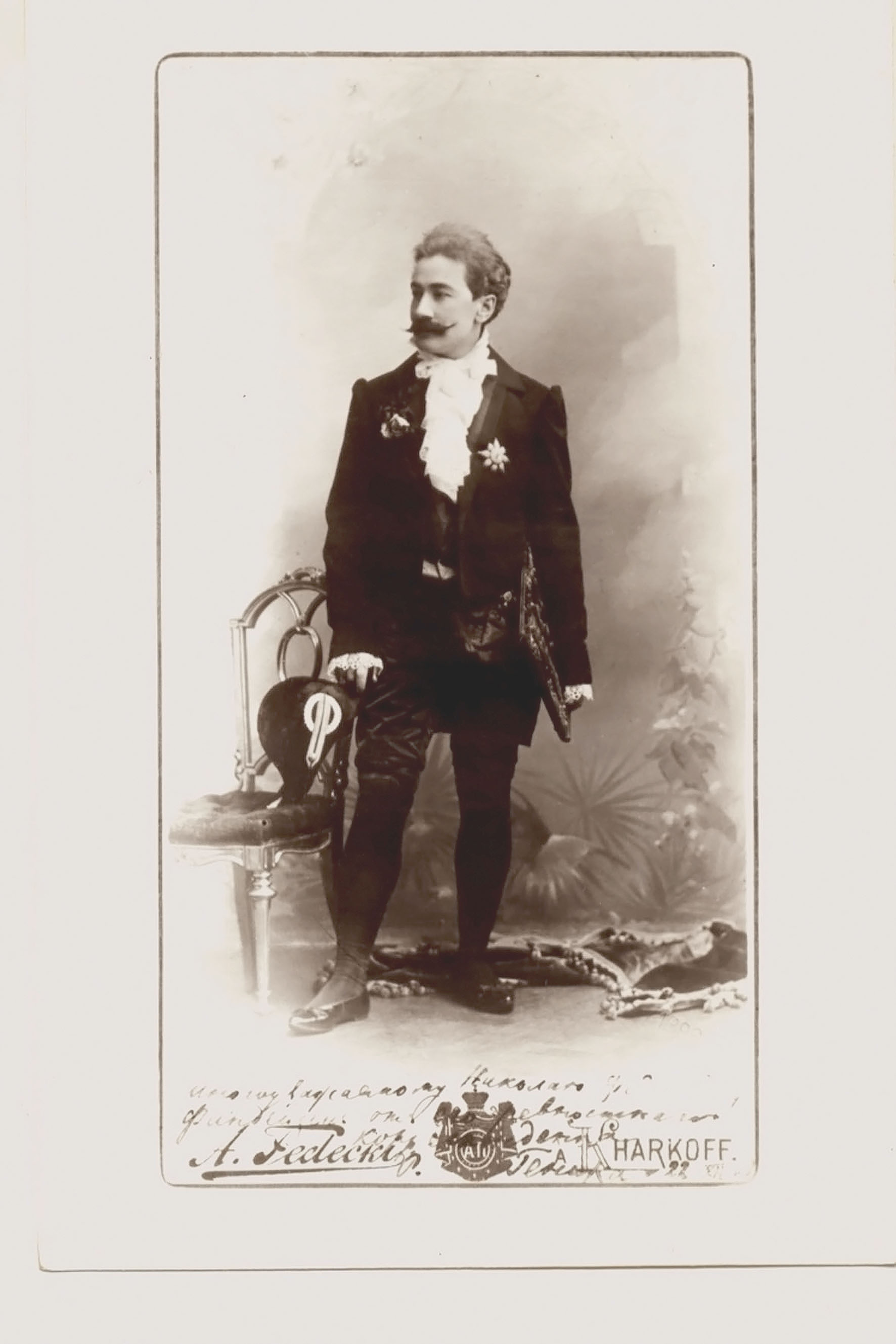
Портрет пианиста Ростислава Геники. 1890-е
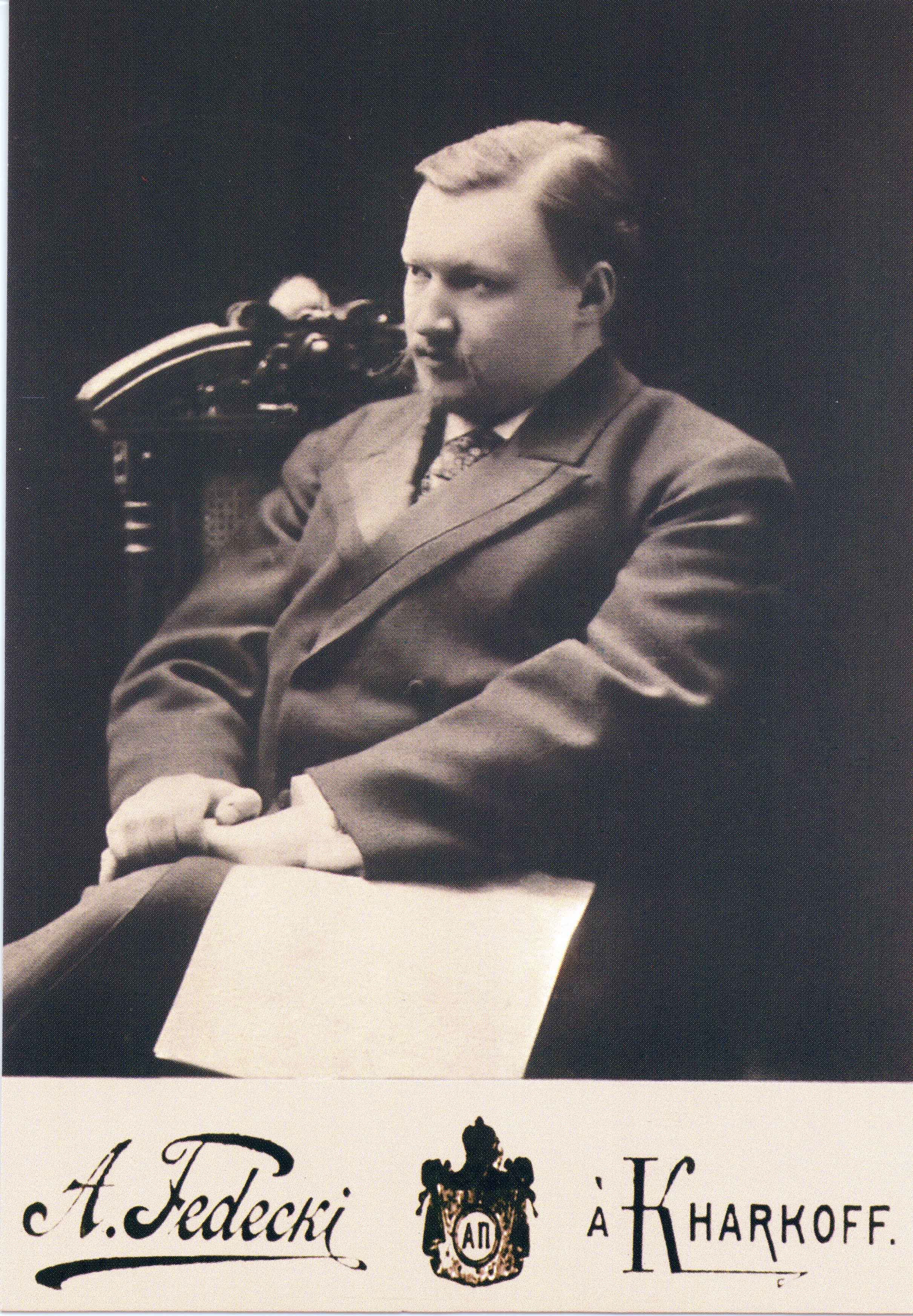
Портрет композитора и дирижёра Александра Глазунова. 1899
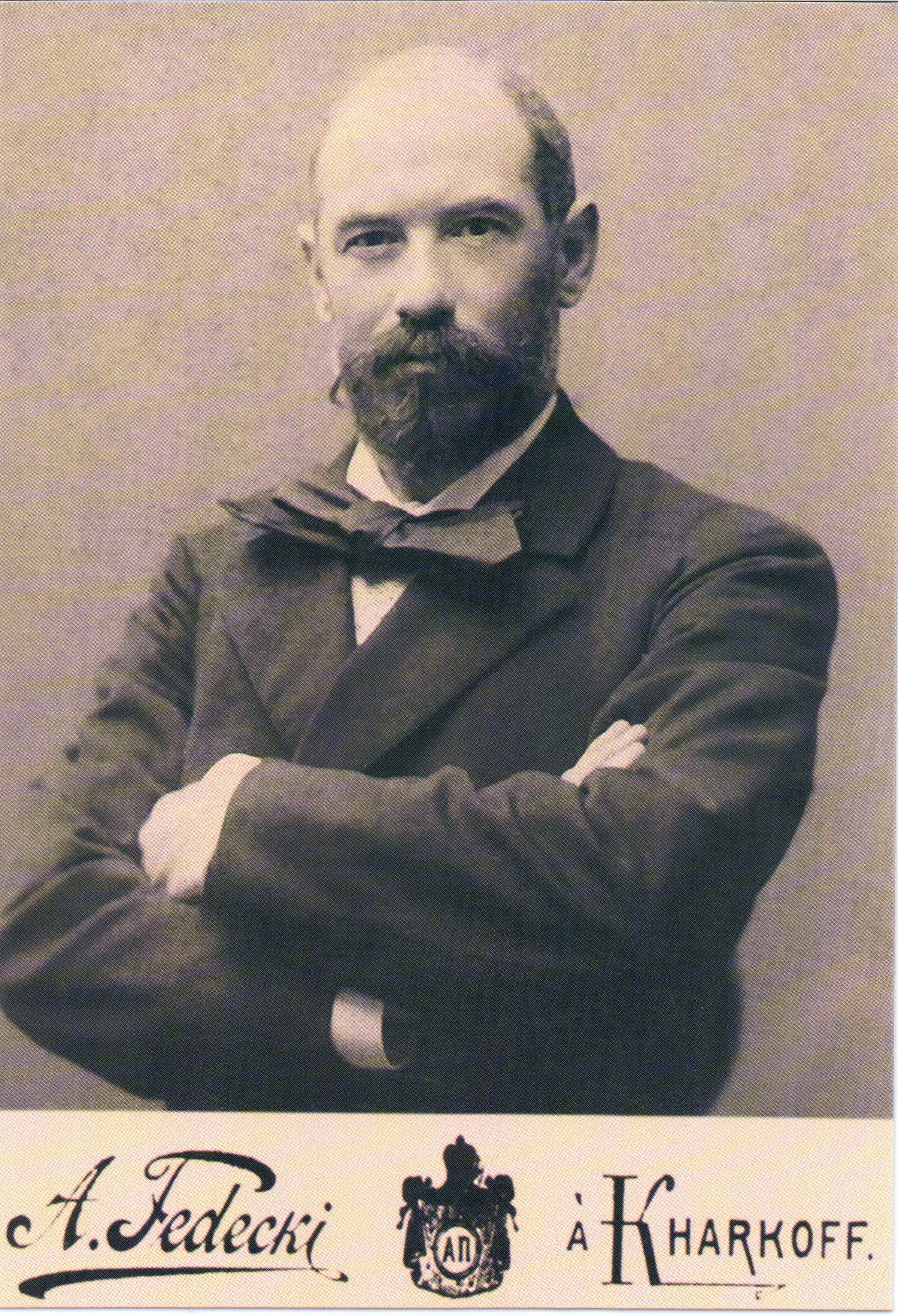
Портрет А. Горского. 1900
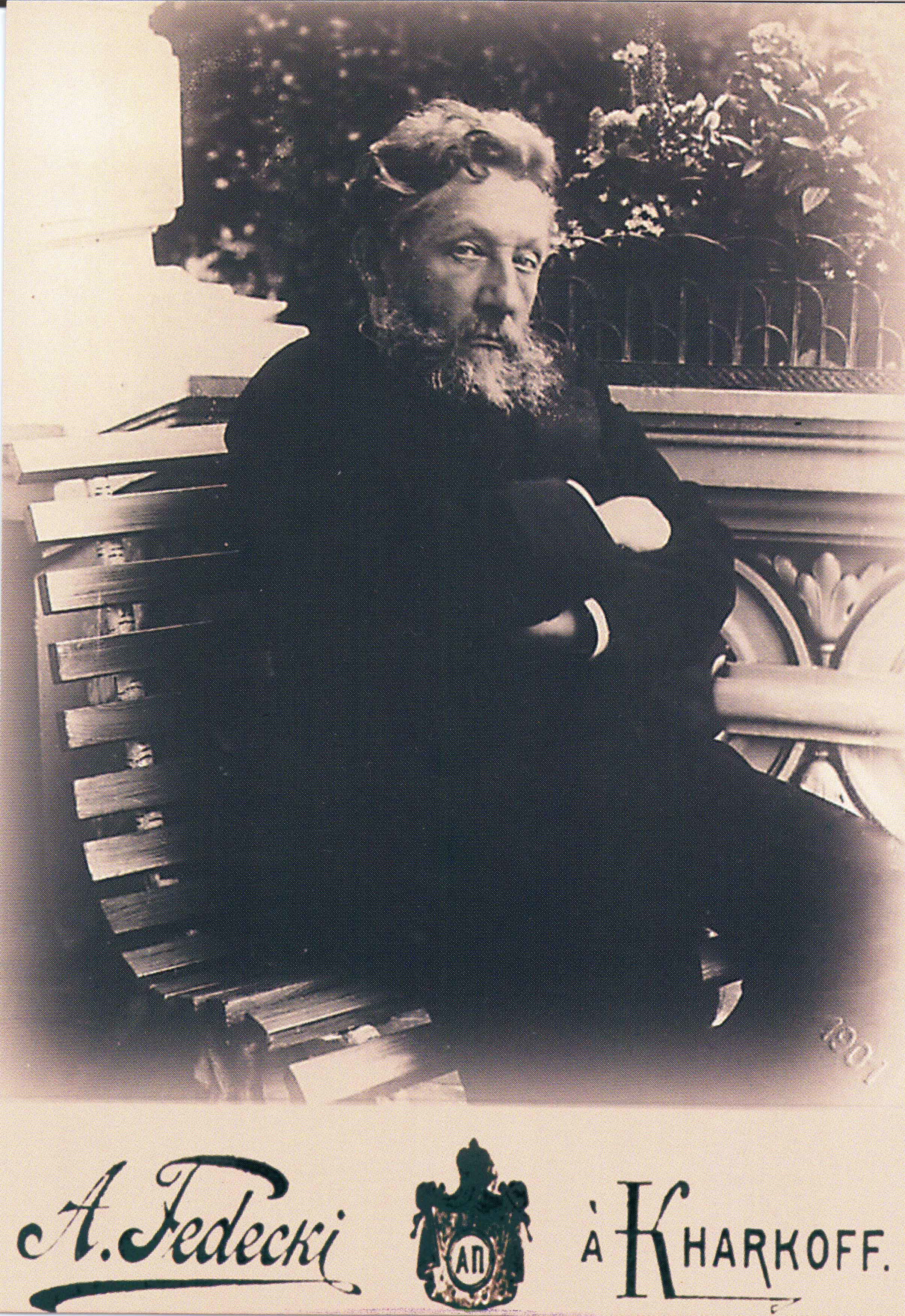
Портрет горнопромышленника Алексея Алчевского. 1901

Групповые фотографии

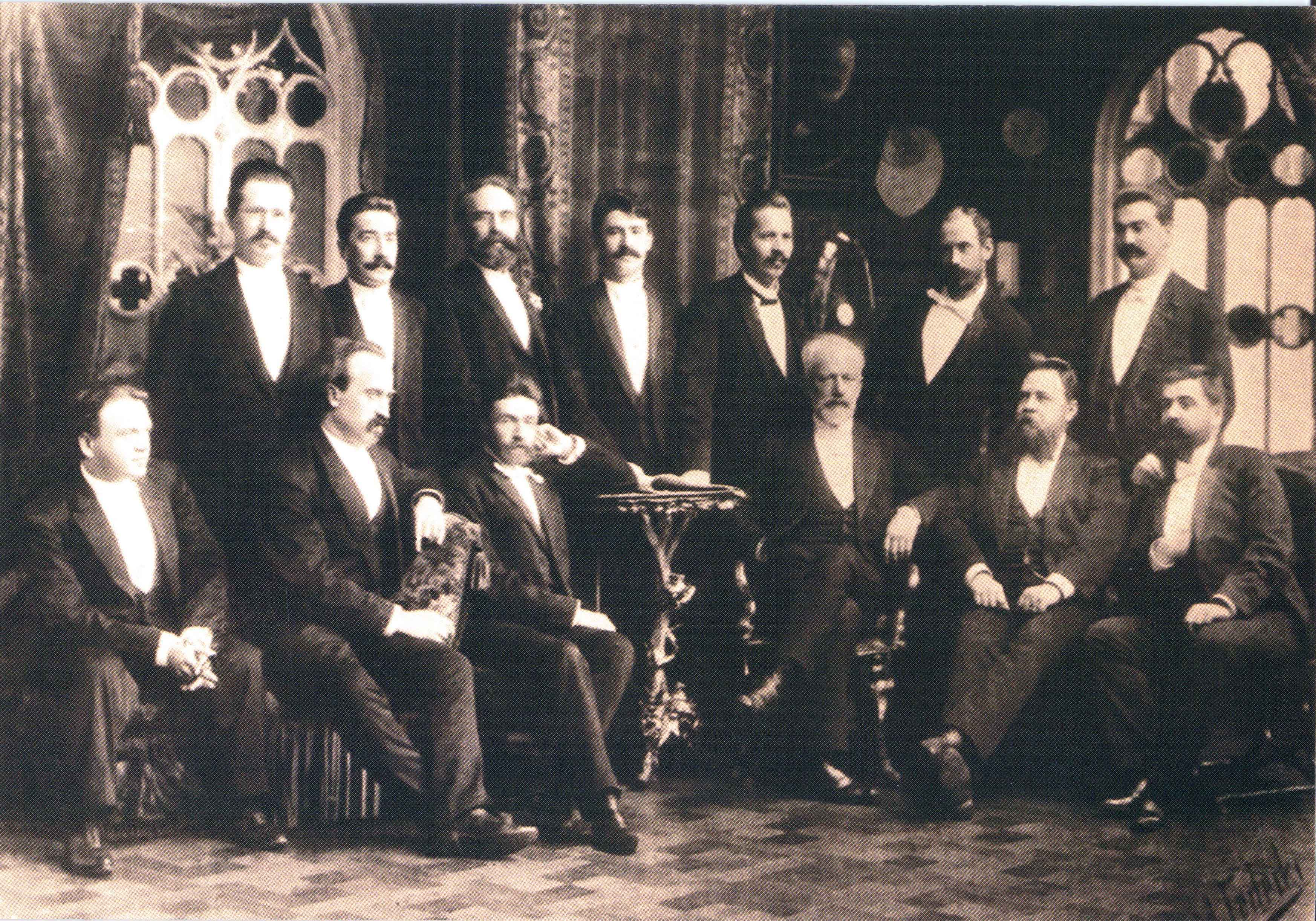
Члены Харьковского отделения Русского музыкального общества и П.И. Чайковский. 1893
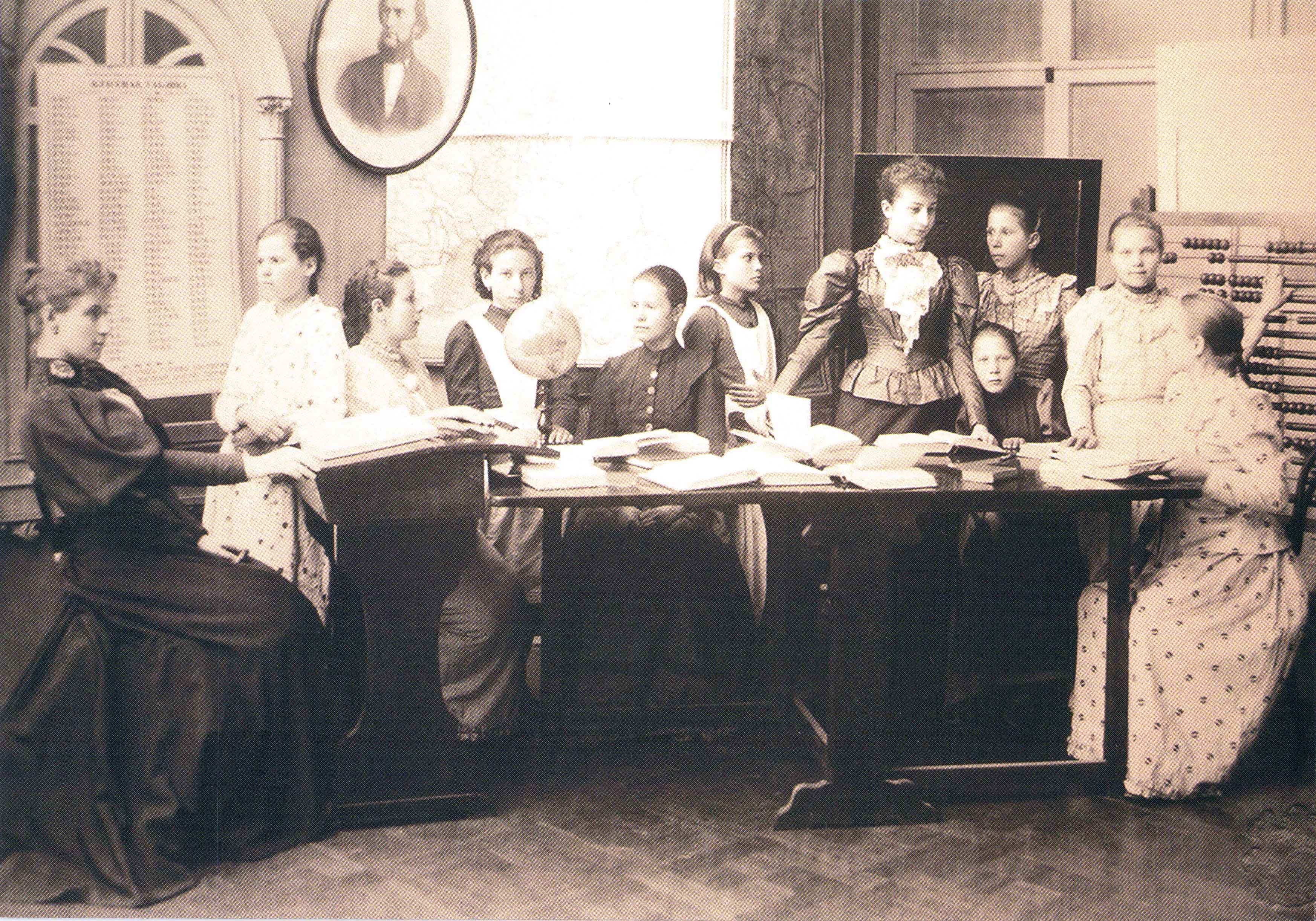
Класс воскресной школы Х. Алчевской в Харькове. 1900

Паспарту Федецкого 

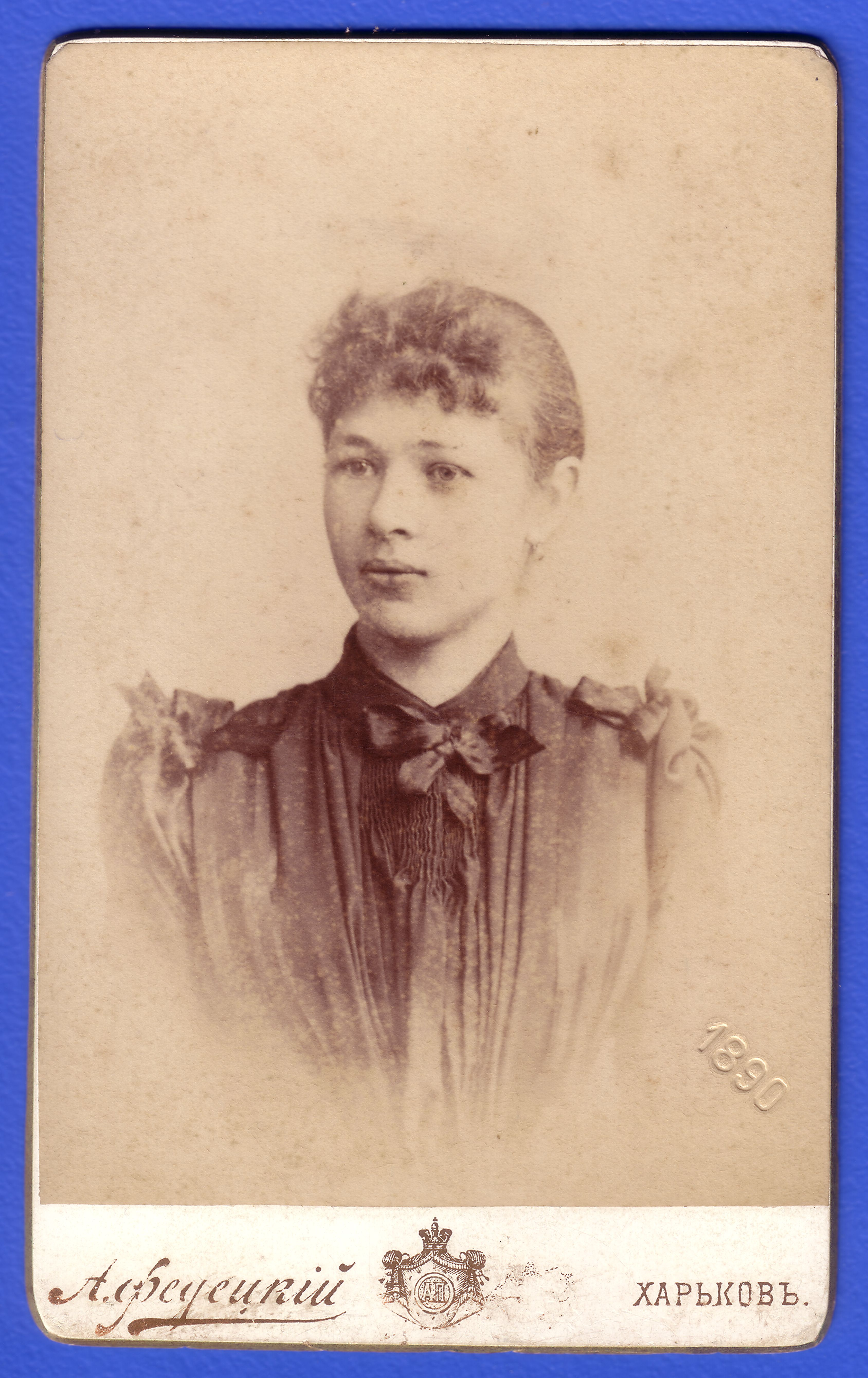
Лицевая сторона фотографий Федецкого: портрет девушки. Конец 1880-х
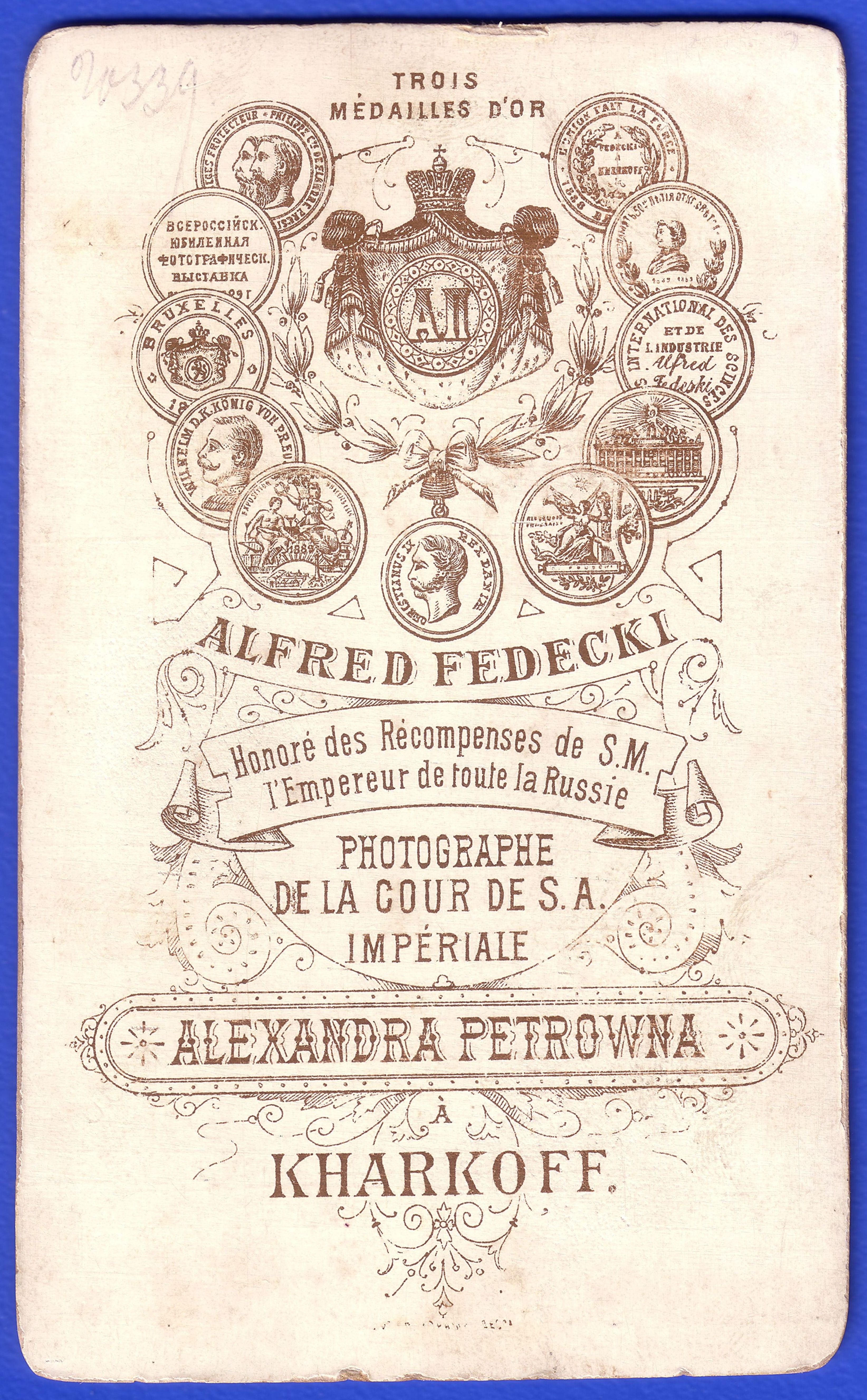
Паспарту Федецкого, личного фотографа Александры Петровны